# Capriccio sopra la lontananza del suo fratello dilettissimo
El Capriccio sopra la lontananza del suo fratello dilettissimo (en català: Capriccio sobre la partida del seu germà estimat), BWV 992, és una obra primerenca de Johann Sebastian Bach, possiblement basada en les Sonates bíbliques de Johann Kuhnau. La història que Bach compon als dinou anys és qüestionable que estigui relacionada amb el seu germà Johann Jacob, que va marxar a Suècia com a oboista de l'exèrcit de Carles XII. Però la tonalitat escollida de si bemoll major sembla ser una referència intencionada al nom de la família Bach ("B" en alemany és si bemoll).

## Context històric
Una gran part dels musicòlegs creuen que aquest Capriccio, publicat per Carl Czerny el 1839, està relacionat amb un esdeveniment familiar de la vida de joventut de Johann Sebastian Bach: la partida del seu germà gran Johann Jacob, que es va allistar a l'exèrcit del rei Carles XII de Suècia com a oboista. No es coneix la data exacta en què es va produir l'esdeveniment, però probablement es pot situar cap al 1703 o 1704. La composició, per tant, es remunta a aquells anys.
Alguns musicòlegs, però, han qüestionat aquesta tesi, i creuen que és molt probable que la composició es remunti a un període encara anterior. Contemporanis de Bach com Friedrich Erhard Niedt, Sébastien de Brossard i Johann Mattheson coincideixen en el caràcter improvisador de l'obra, o almenys en les diverses idees musicals, a diferència de les composicions d'un Bach més madur, amb unes formes estrictament definides; aquí la música es desenvolupa d'una manera molt poc convencional.
A aquest tret tan original, se n'afegeix un altre, que representa un fer excepcional en l'obra de Bach: la presència de subtítols programàtics, és a dir, la narració de certs esdeveniments a través de subtítols pertinents, en la línia de les Sonates bíbliques (Musicalische Vorstellung einiger Biblischer Historien in 6. Sonaten) de Johann Kuhnau, publicades només uns anys abans (1700) i, certament, conegudes per Bach. Albert Schweitzer va definir aquest Capricciocom a "una obra mestra que ja anuncia tota la grandesa del futur mestre", mentre que Friedrich Blume el trobava "tan aliè al personatge de Bach que no se'n pot treure cap conclusió".

## Estructura
| Capriccio on the departure of a beloved brother |
|                                                 |
| Interpretació de Silvia Kind                    |
|                                                 |

1. Arioso: Adagio. Ist eine Schmeichelung der Freunde, um denselben von seiner Reise abzuhalten (È una lusinga degli amici per trattenerlo dal partire) (És un afalac dels amics per a evitar que marxi).
2. Ist eine Vorstellung unterschiedlicher Casuum, die ihm in der Fremde könnten vorfallen (È una rappresentazione delle diverse vicende cui potrebbe andare incontro nel paese straniero) (És una exposició dels diferents esdeveniments que es podrà trobar al país estranger).
3. Adagiosissimo. Ist ein allgemeines Lamento der Freunde (È un lamento generale degli amici) (És un lament general dels amics).
4. Allhier kommen die Freunde (weil sie doch sehen, dass es anders nicht sein kann) und nehmen Abschied (Qui arrivano gli amici, che, rassegnati a non vederlo cambiare idea, prendono congedo da lui) (Els amics, resignats perquè no veuen que canvii d'opinió, s'acomiaden d'ell).
5. Aria di Postiglione. Allegro poco (Ària de postilló).
6. Fuga all'imitatione di Posta (Fuga imitant el carter).